# 陳松伶
陳松伶（英語：Adia Chan Chung-ling，1971年1月21日—），原名陳松齡，暱稱松松，香港女歌手及演員。父母是在香港定居的印尼華僑，曾為香港無綫電視（TVB）部頭合約女演員，是無綫電視1990年代當紅的女演員之一，並以演唱粵語電視劇主題曲而創下唱片銷量佳績，陳亦買樓投資身家逾3億。
2006年，陈松伶与小她8岁的中國大陸男演員张铎合演电视剧《血未冷》结缘，其后双方各自将背景相同的旅行照上载博客，因而令恋情曝光。2011年7月26日，陳松伶與张铎在新浪微博宣布二人结婚；翌日，她接受电话访问时亦承认已婚。

## 生平
早年就讀基督教宣道會宣基學校（現為已遷往將軍澳市中心的基督教宣道會宣基小學），先後畢業於中華基督教會蒙民偉書院和中華基督教會基智中學及香港中文大學崇基學院神學組。
陳松齡1986年加入娛樂圈，當時年僅15歲的她藉參加模仿葉蒨文的比賽獲獎而入行。原本英文名為Adia，1998年發行國語唱片時曾改用英文名Chung，其後於1999年在前面多加一個N，變成Nadia，以提醒自己「永不放棄」（Never give up）。2012年，将英文艺名改回Adia Chan。
1989年，年僅19歲的陳松伶被著名電視監製蕭笙賞識，與黎明合演她的第一部無綫電視劇《天涯歌女》一炮而紅，成為香港觀眾寵兒，1990年初，隨即推出由她灌錄的電視劇《天涯歌女》原聲粵語大碟迅即被全城搶購。
1991年，由於《天涯歌女》的成功，無綫電視乘勢製作電視劇《月兒彎彎照九州》，由陳松伶夥拍鄭伊健演出，並由娛樂唱片為陳松伶推出《月兒彎彎照九州》的原聲粵語大碟。同年，陳松伶還參演了電視劇《忠奸老實人》和《蜀山奇俠之仙侶奇緣》，劇集均大受歡迎，於是年尾再推出第六張粵語大碟《仙侶奇緣 • 忠奸老實人》。
1992年-1998年期間，陳松伶先後參演了不少電視劇集及主唱電視劇主題曲，著名作品還包括《92鍾無艷》、《婚姻物語》、《笑看風雲》、《天地男兒》、《水餃皇后》、《新上海灘》、《大澳的天空》等等。
1994年，陳松伶加盟星光唱片，以全新形象推出粵語唱片《牽掛》，大受歡迎，亦一改以往小調歌路。專輯中的主打歌《戀愛追逐》、《牽掛》、《溫馨不再 san amour》大受樂迷歡迎。同年，電視劇《笑看風雲》推出，陳松伶更親自作曲作詞，推出可觀性極高單曲《憶》，可惜大碟未推出，便和星光唱片發生合約糾紛，不歡而散。
1995年拜台灣音樂人劉家昌為師，成為劉家昌在香港收的第一個學生，並為其取藝名“陳松伶”。
1997年接手音樂劇《雪狼湖》中女主角寧靜雪的角色，但難免要與前任女主角林憶蓮比較，在輿論壓力下，陳松伶仍堅持演出，雖然廣東話版雪狼湖演出未獲好評，但後來與張學友於中國巡演國語版擔任寧玉鳳一角，則演而優則唱，非常受歡迎。
2000年演出電視劇《金裝四大才子》後，開始減少在香港的演出及歌唱，轉而發展中國內地市場，亦有參與基督教團體的福音電影及歌曲，包括《生命因愛動聽》。
1997至2002年於新加坡連續6屆獲得學生投票選舉最受歡迎女演員獎項，打破了新加坡有史以來第一位香港女藝人當選的紀錄。
2006年演出《飛短留長父子兵》後便暫別香港的幕前演出，一度傳出患上抑鬱症。
2006年與年幼8年的中國內地小生張鐸相戀，兩人因拍攝電視劇《血未冷》相識，同年定居於北京，與TVB解約並減少拍劇集。翌年傳出兩人已秘密成婚的消息，但一直未確認，直至2011年7月25日在香港書展出席《明報周刊》活動時向媒体宣布已與張鐸結婚。
2012年2月14日、2月15日在香港大會堂舉行兩場《陳松伶天涯歌女演唱會2012》，並成功邀請周慧敏擔任特別嘉賓。
2012年11月27日與9位年青傑出音樂家合作發行《我和TA的成名曲》。
2015年6月11日，陳松伶正式委任CMM蒙妮坦集團，旗下S.BRA的項目總監。
2016年，陳松伶回巢無綫電視拍攝《全職沒女》，至2017年劇集推出後反應理想，陳松伶再度為觀眾注意。

## 演出作品

### 電視劇（無綫電視／香港電台／創世電視）
| 首播   | 劇集                                                    | 角色                              | 性質           |
| 1988年 | 刑警本色（電視電影）                                    | Eva                               | 第一女主角     |
| 1989年 | 天涯歌女                                                | 周璇                              | 第一女主角     |
| 1991年 | 忠奸老實人                                              | 林欣欣                            | 第一女主角     |
| 1991年 | 蜀山奇俠之仙侶奇緣                                      | 余英男                            | 第一女主角     |
| 1991年 | 月兒彎彎照九州                                          | 王初四／王雲裳                    | 第一女主角     |
| 1991年 | 我愛玫瑰園 (第113 - 114集) (假如她是真的 (上/下) )      | 梁晶晶                            | 單元女主角     |
| 1992年 | 92鍾無艷                                                | 李天愛                            | 第一女主角     |
| 1993年 | 精靈酒店                                                | 冬 冬                             | 第一女主角     |
| 1993年 | 不可思議星期二第三輯之輪迴劫                            | Cindy                             | 第一女主角     |
| 1994年 | 清宮氣數錄                                              | 廉化忌                            | 第一女主角     |
| 1994年 | 婚姻物語                                                | 連至美                            | 第一女主角     |
| 1994年 | 笑看風雲                                                | 林貞烈                            | 两大女主角之一 |
| 1994年 | 驚心都市 第6集《迷情殺機》                              | 唐嘉玲                            | 單元女主角     |
| 1994年 | 新包青天之劫聖旨                                        | 貧家女                            | 第一女主角     |
| 1995年 | 水餃皇后                                                | 朱恩平 (阿扁)                     | 第一女主角     |
| 1996年 | 天地男兒                                                | 方巧蓉                            | 四大女主角之一 |
| 1996年 | 新上海灘                                                | 馮程程                            | 两大女主角之一 |
| 1998年 | 大澳的天空                                              | 石開心                            | 第一女主角     |
| 1999年 | 金玉滿堂                                                | 岳心如／德 妃                     | 第二女主角     |
| 2000年 | 金裝四大才子                                            | 朱娉婷                            | 第二女主角     |
| 2001年 | 公私戀事多                                              | 莊美琪（Kinki）                   | 第一女主角     |
| 2003年 | 咫尺疑魂（電視電影）                                    | 江可宜                            | 第一女主角     |
| 2003年 | 寫意空間《與天使同眠》之 "當天使在家中出現"（香港電台） | 安琪／可怡                        | 單元女主角     |
| 2003年 | 生命天使 （春天電視、影音使團、創世電視製作及發行）     | 何靖雯                            | 第一女主角     |
| 2005年 | 驚艷一槍 (拍攝／製作年份 2004年3-7月)                   | 夢 蝶                             | 第二女主角     |
| 2006年 | 飛短留長父子兵                                          | 彭 澄                             | 第一女主角     |
|        |                                                         |                                   |                |
| 2006年 | 女人多自在之 "強人·媽咪"（香港電台）                    | Lusan                             | 單元女主角     |
|        |                                                         |                                   |                |
| 2007年 | 鄭板橋 (拍攝／製作年份 2001年10月)                      | 徐春香                            | 第二女主角     |
| 2011年 | 廉政行動2011 第二集《黑白線》(香港電台)                 | 曾雪蘭                            | 單元女主角     |
| 2017年 | 全職沒女                                                | 羅麗晶                            | 第一女主角     |
| 2019年 | 福爾摩師奶                                              | 鮑姝娣（祖迪費查、Judy Fletcher） | 第一女主角     |

### 電視劇（中國大陸）
| 首播   | 劇集                   | 角色   | 性質       |
| 1998年 | 星星月亮太陽           | 鄭旭南 | 第一女主角 |
| 2007年 | 血未冷                 | 范嵐嵐 | 第一女主角 |
| 2008年 | 京東三支花             | 小荷花 | 客串       |
| 2008年 | 單親媽媽               | 安秀妍 | 第一女主角 |
| 2008年 | 太安堂之玉井傳奇       | 當 歸  | 第一女主角 |
| 2008年 | 親家                   | 王書理 | 第一女主角 |
| 2017年 | 尋人大師               | 孟 兮  | 客串       |
| 2022年 | 不會戀愛的我們(網絡劇) | 金 燕  |            |
| 2023年 | 絕配酥心唐(網絡劇)     | 皇甫蘭 |            |
| 2024年 | 邊水往事(網絡劇)       | 榮姐   |            |
| 2024年 | 多大点事儿             | 蘇慧榮 |            |
| 待播   | 闻香记(網絡劇)         | 翁老太 |            |

### 電視劇（新加坡）
| 首播   | 劇集         | 角色   | 性質       |
| 1999年 | 天蠍行動     | 葉 林  | 第一女主角 |
| 2004年 | 二份之一緣份 | 郝美滿 | 第一女主角 |

廣播劇(香港)
| 首播   | 劇集                             | 角色   | 性質       |
| 1995年 | 881愛人是誰 (香港商業電台台慶劇) | 黃嘉嘉 | 第一女主角 |
| 1999年 | 生生世世 (香港電台)              | 沈綺文 | 第一女主角 |

### 電影
| 年份   | 片名                         | 角色                   |
| 1987年 | 鬼馬校園                     | 白逸夢                 |
| 1992年 | 英雄地之小刀會               | 黃玉瑜 (飾張耀揚 表妹) |
| 1996年 | 正牌香蕉俱樂部               | 陳松伶(客串)           |
| 1999年 | 陰陽路六之凶周刊             | 阿 蓮                  |
| 2000年 | 陰陽路七之撞到正             | 阿 盈                  |
| 2001年 | 陰陽路八之棺材仔             | 阿 娥                  |
| 2001年 | 生命因愛動聽（影音使團製作） | 李淑賢（Tracy）        |
| 2001年 | 敵對                         | 王希容                 |
| 2002年 | 心跳                         | Mini                   |
| 2002年 | 現代灰姑娘                   | 辛蘊余                 |
| 2002年 | 一屋貪錢人                   | 蘇柔美（Yuki）         |
| 2002年 | 殺手狂龍                     | 阿 芬                  |
| 2002年 | 賭神之神（影音使團製作）     | 阿 珍                  |
| 2004年 | 男人之苦                     | 何明珠                 |

### 綜藝節目（香港）
| 日期                                         | 節目 |
| 1991年7月13日                                | 大型綜合慈善節目《星光閃聚吉隆坡》(表演嘉賓) |
| 1993年                                       | 《博愛歡樂傳萬家》(表演嘉賓：不再兒嬉、我愛上了英雄) |
| 1993年                                       | 《親子也瘋狂》(第1集) (嘉賓) |
| 1994年                                       | 《復活奇蛋嘉年華》(表演嘉賓) |
| 1994年                                       | 《歡樂滿東華》(表演嘉賓) |
| 1994年                                       | 《花弗新世界》(嘉賓) (第6集) 陳松伶、黃凱芹、劉小慧、周慧敏、雷宇揚 (第7集) 陳松伶、許志安、劉美君、阮兆祥、黃凱芹 (第12集) 陳松伶、孫耀威、李克勤                                                                                   |
| 1994年                                       | 《新春萬事JOKE》 （页面存档备份，存于） (第3集) (嘉賓) |
| 1994年                                       | 《夏日樂逍遙》(表演嘉賓) |
| 1994年6月30日                                | 江山如此多Fun (第二季) (第8集) (藝人隊)：陳松伶、羅慧娟、梁珮玲 |
| 1995年                                       | 《週三紅FRIEND區》 （页面存档备份，存于）(第14集)「今夜松松變變變」 |
| 1995年                                       | 《運財智叻星》 (第23集) (湯寶如、陳松伶、盧大衛、狄波拉、庾澄慶) |
| 1995年                                       | 《為食到飛起》 （页面存档备份，存于） (嘉賓) 第14集「相剋菜」？ |
| 1996年                                       | 《福鼠獻瑞慶吉祥》 （页面存档备份，存于）(表演嘉賓) |
| 1996年5月22日                                | 超級無敵獎門人 (第23集) (陳松伶、鄭少秋、陳錦鴻、梁小冰、林家棟、譚耀文) |
| 1996年                                       | 廣告大贏家 （页面存档备份，存于） (第9集) (陳松伶、成奎安、黎瑞恩、錢嘉樂、蘭茜) |
| 1996年                                       | 《威PHONE八面娛樂圈》 （页面存档备份，存于）第2集 (嘉賓) |
| 1997年8月6日                                 | 超級無敵獎門人之再戰江湖 (第11集) (陳松伶、元華、陳妙瑛、鍾慧儀、黃光亮、彭丹) |
| 1998年11月8日；1999年1月31日                 | 天下無敵獎門人 (第5集) (陳松伶、陳妙瑛、宣萱、袁彩雲、郭可盈、袁潔瑩) (第17集) (陳松伶、鄭少秋、劉曉彤、吳家樂、苑瓊丹、彭子晴) |
| 1999年8月                                    | 《公益金屋開心大瘋SHOW開心早午晚》 （页面存档备份，存于）(陳松伶、關詠荷、汪明荃、胡楓、陳奕迅、蔡少芬、錢嘉樂、林曉峰、李燦森、蘭茜、陳法蓉、黃偉文)                                                                                |
| 1999年9月7日                                 | 驚天動地獎門人 (第7集) (陳松伶、吳啟華、羅 莽、王力宏、姚瑩瑩、劉玉翠) |
| 2000年                                       | 《奧運大玩特玩》 （页面存档备份，存于） (第6集) (陳松伶、林家棟、鄧一君、羅網、文頌嫻、梁雪湄) |
| 2000年10月29日；2001年2月18日；2001年2月25日 | 宇宙無敵獎門人 (第1集) (陳松伶、歐陽震華、黎姿、洪天明、李克勤、蘭茜) (第17集) (陳松伶、林家棟、郭少芸、歐陽震華、蘇玉華、劉玉翠) 博愛獎門人百集慶典同歡樂 【晚晚隊（歐陽震華、劉以達、陳松伶、郭少芸、伍詠薇、蘇玉華、陳彥行) 】    |
| 2001年                                       | 公益開心大富翁 （页面存档备份，存于） (第6集) (陳松伶、謝天華、歐錦棠、顧紀筠、蘇玉華、徐子淇） |
| 2002年9月14日                                | 吾係獎門人 (第6集) (陳松伶、張智霖、張耀揚、江希文、麥長青、林其欣） |
| 2002年                                       | 智在必得 (第82集 - 考驗常識) (陳松伶、蘇志威、郭耀明、麥潔文、麥長青、梁敏儀) (第89集 - 終極一戰) (陳松伶、陳文媛、黎彼得、劉綽琪、胡楓、成奎安)                                                                                     |
| 2004年11月7日；2005年3月13日                 | 繼續無敵獎門人 (第7集) (陳松伶、陶大宇、郭可盈、張達明、佘詩曼、王青) (第23集) (獎門人家族隊：陳松伶、張達明、蘇玉華、吳家樂) |
| 2006年1月29日                                | 名曲滿天星 (第17集) (天涯歌女, 祝福） |
| 2006年4月16日                                | 15/16 (第7集) (陳松伶、方力申、鄭希怡、馬德鐘、鄧麗欣、向海嵐） |
| 2006年4月23日                                | 15/16 (第8集) (陳松伶、方力申、鄭希怡、馬德鐘、鄧麗欣、向海嵐） |
| 2006年6月4日                                 | 心大心細 (陳松伶、張達明、米雪） |
| 2006年                                       | 超級靚聲演鬥廳（明日之歌, 獨上西樓, 在雨中） |
| 2012年10月13日                               | 善心滿載仁愛堂 (嘉賓） |
| 2015年10月25日                               | Sunday靚聲王 (第31集) (秋風松樹寄知音、天涯歌女、夜上海、零時十分—、為什麼、詠梅、印象、さよならの向う側、等、千言萬語、我只在乎你、償還、愛人、甜蜜蜜、月兒彎彎照九州、小時候、跳飛機、香蕉船、430穿梭機、小白船、相聚一刻、烏卒卒) |
| 2016年5月1日                                 | Sunday好戲王 (第12集) |
| 2017年5月7日                                 | 流行經典50年 (第3集) (相聚一刻／溫馨不再 Sans Amour、有了你) |
| 2019年3月17日                                | 娛樂大家 (第1集) (福爾摩師奶組：陳松伶、陳煒、黃智賢、江嘉敏) |
| 2021年1月23日                                | 慈善星輝仁濟夜 (嘉賓-視像探訪） |
| 2022年9月11日                                | 《有個閨密叫祖藍》第7集 |

### 綜藝節目（中國大陸）
| 日期             | 節目                                                                |
| 2007年2月        | 舞林盛典《愛神的箭》                                                |
| 2007年7月        | 非常有戲                                                            |
| 2008年1月、8月   | 勇往直前 (湖南衞視)                                                 |
| 2014年           | 2014东方卫视跨年晚会                                                |
| 2016年           | 跨界歌王                                                            |
| 2016年           | 鲁豫的礼物 (第二季)                                                 |
| 2020年6月12~13日 | 真正的歌手2 (虎牙直播)                                              |
| 2020年           | 乘風破浪的姐姐 (第一季)                                             |
| 2020年9月26日    | 我們簽約吧 (江蘇衛視)                                               |
| 2020年10月4日    | 唱響新時代                                                          |
| 2020年10月25日   | 歲歲又重陽 (中央廣播電視總台央視綜藝頻道CCTV-3)                     |
| 2020年11月28日   | 金雞頒獎典禮「提名表彰儀式」 (廈視三套、廈門衛視、廈門移動電視播出) |
| 2021年2月18日    | 婆婆和媽媽2                                                         |
| 2021年12月25日   | 央视榜上榜年度盛典《全球中文音樂榜上榜》                            |
| 2022年2月4日     | 《新春的交響》敕勒歌                                                |
| 2022年5月14日    | 《經典詠流傳》第五季 - 演唱【南軒松】                               |
| 2022年6月27日    | 《我們的紫荊花-慶祝香港回歸祖國25週年雲歌會》 演唱【笑看風雲】      |
| 2022年8月2日     | 《古韻新聲七夕》 陳松伶 張鐸【鵲橋仙】央視                          |
| 2022年9月3日     | 《電影頻道-傳媒榮譽之夜》頒獎嘉賓                                   |
| 2023年1月16日    | 《2022我要上春晚》第7期【笑看風雲】(CCTV春晚)                       |

### 廣告
- 1987/1988年：玉蘭油【廣告歌】
- 1990年：普聞卡拉OK
- 1991年：電子辭典
- 1992年：新華旅遊【廣告歌】
- 1993年：永安旅遊社-地中海旅遊
- 1994年：喇叭牌正露丸
- 1995年：健康飲品
- 1995年：永安旅遊社-新加坡旅遊
- 1998年：歌婷護膚品（台灣）
- 1999年：樂而雅（上海）
- 1999年：天寶珠寶公司（新加坡）
- 2003年：皇室纖形
- 2003年：絲姿洗髮水（中國）
- 2004年：康保堂
- 2005年：百盛飲品（新加坡）
- 2005年：Silkpro護膚品（新加坡）
- 2006年：四洲甘栗
- 2009年：淨白堂（國際）美容集團 - 形象代言人
- 2010年：PERSIL寶瑩漆 - 形象代言人
- 2019年：DrAdvanceSkin 醫學科技輪廓素顏中心
- 2021年：維持健靈 更年輕

### 節目主持
- 1993年：TVB永安旅遊話你知：點解杜拜咁好玩（與湯寶如、梁榮忠和梁詠琳一同主持）
- 1993年：TVB永安旅遊話你知：點解埃及咁好玩（與湯寶如、梁榮忠、胡楓和梁詠琳一同主持）
- 1993年：TVB永安旅遊話你知：點解土耳其咁好玩
- 1994年：TVB永安旅遊點解新加坡咁好玩（與孫耀威和胡櫻汶一同主持）
- 1994年：TVB1994年度兒歌金曲頒獎典禮
- 1996年：體壇群星創高峰 (籌款活動)（嘉賓司儀）
- 1997年：「香港各界慶祝回歸委員會」之《96小時回歸全接觸》（與黃霑一同主持）
- 1998年：唱談普通話 (香港電台)
- 1999年：TVB東華愛心慶歡騰
- 1999年：TVB星光燦爛仁愛堂
- 2000年：TVB2000全球華人新秀歌唱大賽
- 2002年：TVB2002全球華人新秀歌唱大賽
- 2002年：TVB第14屆CASH流行曲創作大賽
- 2002年：TVB香港做得到
- 2002年：生活新方式
- 2002-2004年：TVB勁歌金曲（與嘉碧儀和葉文輝一同主持）
- 2003年：TVB2002年度十大勁歌金曲頒獎典禮（與曾志偉和林曉峰一同主持）
- 2003年：TVB永遠愛慕-張國榮（與林曉峰一同主持）
- 2004年：TVB護苗基金星輝夜（與沈殿霞、鄧梓峰一同主持）
- 2005年：TVB永安旅遊特約：神山（與司徒瑞祈、陳鍵鋒、李施嬅、高鈞賢、胡定欣一同主持）
- 2019年：TVB流行經典50年 (客席主持四集) (8月9, 11, 21 及 25日錄影)

### 獎項
- 1990年：TVB兒歌頒獎禮金曲獎 【烏卒卒】【創美好明天】【 最好的伴侶】【 跳跳札札游香港】
- 1991年：TVB兒歌頒獎禮金曲獎 【叮當】【夏季Shalala】
- 1991年：香港IFPI 歌曲專輯【天涯歌女】暢銷4白金
- 1993年：香港IFPI 歌曲專輯【月兒彎彎照九州】暢銷6白金
- 1993年：TVB兒歌頒獎禮金曲獎 【小白船】【 莎莎變變變】
- 1994年：TVB兒歌頒獎禮金曲獎 【 我志比天高】
- 1994年：香港壹周刊最受歡迎藝人選舉 【十大最受歡迎電視藝人】
- 1997年：新加坡星期五周報學生選偶像投票活動 【最佳女演員】
- 1998年：新加坡星期五週報學生選偶像投票活動 【最受歡迎電視女演員冠軍】
- 1998年：新加坡933電台醉心龍虎榜 【十大最受歡迎女歌手】
- 1998年：新加坡100.3心電台發燒音樂榜 歌曲【摩天輪】排名第一
- 1999年：新加坡星期五周報學生選偶像投票活動【最受歡迎電視女演員冠軍】
- 1999年：1999 新加坡最暢銷雜志i周刊封面投選活動【封面魅力100冠軍】
- 2000年：新加坡星期五周報學生選偶像投票活動【最受歡迎電視女演員冠軍】
- 2000年：香港博士倫士光產品十大美目之星
- 2000年：新加坡最暢銷雜志i周刊封面投選活動【最 i 美女封面冠軍】
- 2001年：新加坡星期五周報學生選偶像投票活動【最受歡迎電視女演員冠軍】
- 2001年：新加坡新明日報最寵愛漂亮寶貝投選漂亮寶貝十大第一
- 2002年：新加坡星期五周報學生選偶像投票活動【最受歡迎電視女演員冠軍】
- 2002年：法國 美食協會頒發的法國美食協會榮譽徽章
- 2003年：香港半島獅子會/半島青年商會主辦 《全城笑容最美之 公眾人物 》投票選舉活動十大笑容最美之公眾人物
- 2004年：TVB兒歌頒獎禮金曲獎 【老夫子之夢幻戰記】
- 2004年：香港 商務印書館 2004年暢銷書榜十大中文暢銷書（非文學類）【松松姐姐美容魔法】
- 2004年：中國勁歌王頒獎禮全能藝人獎
- 2007年：TVB至尊兒歌全民選 烏卒卒 榮獲“TVB至尊兒歌”

### 其他
- 1992-1993年：第一屆及第二屆TVB兒童節 - 兒童節大使

## 音樂作品

### 個人專輯
| 發行日期       | 專輯名稱                           | 發行公司       | 語言             | 曲目 |
| -------------- | ---------------------------------- | -------------- | ---------------- | --- |
| 1987年2月      | 《陳松齡》                         | 娛樂唱片       | 粵語             | 1. 宵禁 2. As I Love You 3. 乜都要威 4. 愛的禁地 5. 開心靠自己 6. 愛的傷口 7. 曾在 8. 怕驚會學壞 9. 午睡中的父親 10. 人人話我Dreaming 11. 易變的他 |
| 1987年7月      | 《鬼馬校園》                       | 娛樂唱片       | 粵語             | 1. 純愛 電影《鬼馬校園》主題曲 2. 月球在轉 電影《鬼馬校園》插曲 3. 隔窗之戀 電影《鬼馬校園》插曲 4. 愛火繼續燃 電影《鬼馬校園》插曲 |
| 1989年8月      | 《89'陳松齡》                      | 娛樂唱片       | 粵語             | 1. 亂亂亂 2. 母親的手 3. 相聚一刻 4. 舞斷腸 5. 爭取入夢兒 6. 尖東舞男 7. 你有次望見便好 8. 來別要停 9. 其實我總不甘心 10. 沙中的情信 11. 忘了他 12. 風雨中踏我路 |
| 1990年1月12日  | 《天涯歌女》                       | 娛樂唱片       | 粵語             | 1. 夜上海 2. 扁舟情侶 (天涯歌女 插曲) - 陳松齡、溫兆倫 3. 瘋狂世界 4. 野玫瑰 5. 永遠的微笑 6. 龍華的桃花 7. 天涯歌女 8. 月圓花好 9. 歲月留聲 (天涯歌女 主題曲) 10. 特別快車 (天涯歌女 插曲) - 陳松齡、溫兆倫 11. 小小洞房 12. 民族之光 13. 街頭月 14. 四季歌 15. 何日君再來 16. 歌女淚 17. 送君                                                                                             |
| 1990年         | 《兒歌‧兒歌》（與溫兆倫合輯）      | 娛樂唱片       | 粵語             | 1. 男子志高遠 (走路新郎哥 主題曲) - 溫兆倫 2. 這段路 (自梳女 主題曲) - 陳松齡 3. 心內全是愛 (走路新郎哥 插曲) - 溫兆倫 4. 鍾情是你 (走路新郎哥 插曲) - 陳松齡、溫兆倫 5. 兒歌兒歌 - 溫兆倫 6. 戴家庭 - 溫兆倫 7. 烏卒卒 - 陳松齡 8. 叉燒包 - 陳松齡 9. 跳跳紮紮游香港 - 陳松齡 10. 最好的伴侶 - 陳松齡 11. 創美好明天 - 陳松齡 12. 求知奇遇記 - 陳松齡                                      |
| 1991年6月      | 《月兒彎彎照九州》                 | 娛樂唱片       | 粵語             | 1. 月兒彎彎照九州 2. 蘇州河邊 (月兒彎彎照九州 插曲) - 陳松齡、溫兆倫 3. 在我心中印 (月兒彎彎照九州 插曲) - 陳松齡、溫兆倫 4. 漁家女 5. 夢中人 6. 醉人的口紅 7. 幸福祇有愛 (月兒彎彎照九州 插曲) 8. 我心中只有你 (月兒彎彎照九州 主題曲) 9. 賣糖歌 10. 可愛的早晨 11. 星心相印 12. 滿場飛 13. 拷紅 14. 五月的風 15. 莫忘今宵                                                                 |
| 1991年9月1日   | 《仙侶奇緣／忠奸老實人》           | 娛樂唱片       | 粵語             | 1. 正義柔情永在 (仙侶奇緣 主題曲) - 陳松齡、溫兆倫 2. 淒淒煙雨 (仙侶奇緣 插曲) 3. 還我冰雪魂 (仙侶奇緣 插曲) 4. 夏季SHA LA LA 5. 相逢如夢 6. 想你 (忠奸老實人 插曲) - 溫兆倫 7. 一顆真摯的心 (忠奸老實人 主題曲) 8. 歌聲似太陽 9. 無言說別離 (忠奸老實人 插曲) 10. 賭這一份愛 (電影表姐你玩嘢 主題曲) - 陳松齡、溫兆倫 11. 兩顆心 (忠奸老實人 插曲) - 陳松齡、溫兆倫 12. 仙侶奇緣主題曲音樂 |
| 1992年2月2日   | 《夢境成真·迷惘的愛》              | 娛樂唱片       | 粵語             | 1. 夢境成真（《92鍾無艷》主題曲） 2. 迷惘的愛（《92鍾無艷》插曲） 3. 無花果 4. 挽著你雙手 5. 相逢如夢 6. 純白的愛 7. 流金歲月 8. 我今天愛著誰 9. 三喜臨門 - 電影《三喜臨門》主題曲 10. 初戀的某一天 11. 叮噹 - 卡通片集《叮噹》主題曲 12. 永不改變 |
| 1993年3月      | 《我愛上了英雄》                   | 娛樂唱片       | 國語、粵語       | 1. 我愛上了英雄 - 電影《英雄地》主題曲 2. 我的路 3. 只有夢裡來去 (國語) - 鄭少秋、陳松齡 4. 小白船 5. 心願 6. 重聚一刻心更暖 7. 歡笑吧 8. 關於真愛的故事 9. 千里萬里心相連 10. 月亮 11. 不想再多講 12. 我愛上了英雄 (國語) |
| 1994年         | 《松松 牽掛》                      | 星光唱片       | 粵語             | 1. 戀愛追逐 2. 牽掛 3. 你是我最傾心 4. 嘴巴運動 5. 花嫁的清晨 6. 溫馨不再Sans Amour 7. 自言自語 8. 愛就愛我這一次 9. 迷戀一世不限期 10. 無悔癡情 |
| 1994年         | 《天邊洒的不是雨》                 | 娛樂唱片       | 粵語             | 1. 緣份 (清宮氣數錄 插曲) 2. 天邊洒的不是雨 3. 紅葉戀曲 4. 愛念永留 (清宮氣數錄 主題曲) 5. 別了舊庭園 6. 渴望 (清宮氣數錄 插曲) 7. 環保歌 8. 幸運在你面前 (精靈酒店 主題曲) 9. 是個好開始 10. 叮噹 - 卡通片集《叮噹》主題曲 11. 空中暢遊 12. 莎莉變又變 13. 心願 (新版) 14. 賀年歌 15. 美麗幻想                                                                                             |
| 1995年5月      | 《愛到一千年》                     | 中國全能       | 國語、粵語       | 1. 愛到一千年 (水餃皇后 主題曲) 2. 憶往事 (水餃皇后 插曲) 3. 春秋 4. 暗戀 5. 我沒有多餘的淚為你流 (國語) 6. 是朋友 (國語) 7. 情歌 (國語) 8. 繁星照不亮的夜空 (國語) 9. 新愁 (國語) 10. 春秋 (音樂) |
| 1998年2月      | 《同齡女子》                       | 滾石唱片       | 國語、粵語       | 1. 摩天輪 2. 同齡女子 3. 吵架 4. 淡妝 5. 備份的愛 6. 與蝸牛賽跑 7. 會飛的溫柔 8. 趕路 9. Lonely Birthday 10. 夢的分析 11. 愛如影隨行 - 陳松伶、任賢齊 12. 晴天 |
| 1999年         | 《愛你不是渾閒事》                 | 滾石唱片       | 國語、粵語       | 1. 晴天 2. 天地男兒 3. 愛你不是渾閒事 4. 美味邂逅 5. 愛你不是渾閒事 (純音樂演奏版) |
| 2001年         | 《生命因愛動聽 電影原聲大碟》      | 鐳射唱片       |                  | |
| 2003年8月15日  | 《松新開始》                       | 環球唱片       | 國語、粵語、英語 | 1. 生命天使（粵語） 2. Talk To Me（國語） 3. 三顆心（國語） 4. 長髮（國語） 5. 我要你（國語） 6. 殺手狂龍（國語） 7. Money（國語） 8. 我（國語） 9. 放下吧（國語） 10. 老夫子之夢幻魔戰記（國語） 11. 生命天使（國語） 12. Wonder（英語） 13. 勇士勇戰（粵語） 14. 老夫子之夢幻魔戰記（粵語） 15. 生命天使（粵語）                                                                          |
| 2003年         | 《陳松伶精選》（滾石香港黃金十年） | 環球唱片       | 國語、粵語       | 1. Lonely birthday 2. 備份的愛 3. 同齡女子 4. 吵架 5. 夢的分析 6. 天地男兒 7. 愛你不是渾閒事 8. 愛如影隨形 9. 摩天輪 10. 晴天 11. 會飛的溫柔 12. 淡妝 13. 美味邂逅 14. 與蝸牛賽跑 15. 趕路 |
| 2012年11月27日 | 《我和TA的成名曲》                 | 中國3D數碼娛樂 | 粵語             | 1. 零時十分 2. 傾城 3. 風繼續吹 4. 細水長流 5. 絕戀 6. 發誓 7. 星 8. 祝君好 9. 直至消失天與地 10. 生命因愛動聽 |

### 動畫主題曲
- 1989年： 相聚一刻

相聚一刻動畫香港TVB主題曲，在TVB播映期間被視作兒歌，獲得不少香港動畫迷不滿和投訴，覺得此動畫主題曲應與兒歌有所區別。此事在香港動畫雜誌A-club（已停刊），有數十期以上長時期的廣泛報導。更因為安排相聚一刻於兒童節目時段播放，遭到大幅度的刪剪，部份集數更刪剪至只有一節，甚至多集也刪剪沒有播出。

### 兒歌、卡通片／動畫主題曲
- 1990年： 求知奇遇記
- 1990年： 創美好明天
- 1990年： 最好的伴侶
- 1990年： 跳跳紮紮遊香港（TVB兒童節目《閃電傳真機》內環節《殭屍爺孫》主題曲）
- 1990年： 叉燒包與漢堡包（TVB兒童節目《閃電傳真機》內環節《叉燒包與漢堡包》主題曲）
- 1990年： 烏卒卒（正字為「烏黢黢」）（TVB兒童節目《閃電傳真機》內環節《Auntie烏卒卒》主題曲）
- 1991年： 夏季Sha La La
- 1992年： 叮噹（動畫《叮噹》（現稱《多啦A夢》）第2粵語主題曲）
- 1993年： 莎莉變又變（動畫《莎莉變又變》粵語主題曲）
- 1993年： 小白船
- 1993年： 心願
- 1993年： 陽光下的孩子
- 1993年： 空中暢遊
- 1994年： 我志比天高
- 1995年： 無盡的宇宙（TVB兒童節目《閃電傳真機》第4代（1995年至1999年）主題曲）
- 2003年： 老夫子之夢幻魔戰記

### 其他
- 1993年：留戀 (鄭少秋合唱；電影《畫皮之陰陽法王》主題曲）
- 1994年：憶（TVB電視劇《笑看風雲》插曲）
- 1995年：從沒代價（TVB電視劇《孝感動天》主題曲）、向悲傷說放棄（TVB電視劇《孝感動天》插曲）
- 1996年：沒有你（TVB電視劇《天地男兒》插曲）

由於其時與所屬旗下的『星光唱片』出現合約糾紛，以上歌曲皆未有收錄於任何一張專輯。
- 1993年：秋風、松樹寄知音（鄭少秋合唱；收錄於鄭少秋《大時代》大碟）
- 1999年：逃避 (新加坡電視劇《天蠍行動》李銘順合唱)、我承認 (新加坡電視劇《天蠍行動》插曲)
- 2004年：斷線 (新加坡電視劇《二分之一緣份》插曲)
- 2005年：真相（黃凱芹合唱）（TVB電視劇《驚艷一槍》主題曲）、夢蝶（TVB電視劇《驚艷一槍》插曲）、情傷（TVB電視劇《驚艷一槍》插曲）
- 2007年：走出昨天（韓國電視劇《朱蒙》粵語版主題曲）、Maria（韓國電影《醜女大翻身》國語版主題曲）
- 2008年：難念的經（中國大陸電視劇《親家》主題曲）、在你身後（中國大陸電視劇《親家》插曲）
- 2013年：青春野田（福音電視劇《生命天使》插曲）
- 2019年：有我便有你（TVB電視劇《福爾摩師奶》插曲）
- 2020年：請叫我姐姐（國語單曲）
- 2020年7月31日：想你的365天（《上海國際電影節 閉幕歌》合唱：李菲兒、王智，翻唱李玟作品）
- 2020年8月24日：我們的愛情（國語單曲）
- 2020年9月11日：初（國語單曲）
- 2021年2月18日：哦媽咪《婆婆和媽媽2》主題曲
- 2021年4月16日：Beautiful (張鐸合唱)
- 2021年6月30日：愛可以很簡單（國語單曲）
- 2021年11月2日：你還是愛他（國語單曲）

### 演唱會
- 1994年：《李克勤笑中有愛音樂會》(嘉賓)
- 1995年10月：《愛到一千年演唱會》（共三場）
- 2005年6月：《愛是不保留演唱會》(嘉賓)
- 2006年11月19日：《才智佳人陳松伶演唱會》(新加坡)
- 2006年6月：《往事只能回味劉家昌音樂會》(嘉賓)
- 2012年2月14日至15日：《陳松伶天涯歌女演唱會2012》﹝香港大會堂舉行, 共兩場﹞
- 2013年7月14日：《陳松伶天涯歌女演唱會2013》﹝Turning Stone Resort & Casino Showroom﹞
- 2015年1月17日：《2015松聚一刻》（美國舊金山Nourse劇院舉行）
- 2017年6月6日：《賈思樂ME & MY GIRLS IN CONCERT 2017》（文化中心）(嘉賓)
- 2024年7月19日：《陳松伶'松聚一刻'新加坡演唱會》(濱海藝術中心音樂廳 Esplanade Concert Hall)

### 音樂劇
- 1997年： 張學友音樂劇《雪狼湖》新加坡站女主角 - 寧靜雪
- 2005年： 張學友音樂劇《雪狼湖》國語版 世界巡迴演出女主角 - 寧玉鳳
- 2007年1月： 舞台劇《世婚大會》(古雅六星級酒店 - 新加坡)
- 2018年： 世界經典音樂劇《媽媽咪呀！中文版》第四季女主角 - 唐娜·謝里登

## 書籍
- 2004年：松書01 -《松松姐姐美容魔法》，出版社：星悅工作室， ISBN 9789628632220
- 2004年：松書02 -《伶感十二》，出版社：星悅工作室，ISBN 9789889786328
- 2001年：《陳松伶扭壹紐》(影集)
- 1999年：《陳松伶非起點慈善影集》(影集)

## 派台歌曲成績
| 大碟                     | 歌曲                | 903 | RTHK | 997 | TVB | 備註 |
| 1987年                   |                     |     |      |     |     | |
| 陳松齡                   | 宵禁                | 5   | 8    |     | 9   | OT：Modern Talking （页面存档备份，存于） ~ Atlantis Is Calling (S.O.S. for Love) （页面存档备份，存于） |
| 鬼馬校園                 | 純愛                | 15  | -    |     | -   | |
| 鬼馬校園                 | 月球在轉            | 16  | 10   |     | -   | |
| 1989年                   |                     |     |      |     |     | |
| 89'陳松齡                | 相聚一刻            | 18  | -    |     | -   | TVB動畫《相聚一刻》主題曲                                                                                |
| 89'陳松齡                | 母親的手            | -   | -    |     | -   | |
| 1990年                   |                     |     |      |     |     | |
| 天涯歌女                 | 歲月留聲            | -   | -    |     | -   | TVB電視劇《天涯歌女》主題曲                                                                              |
| 天涯歌女                 | 天涯歌女            | -   | -    |     | -   | TVB電視劇《天涯歌女》插曲                                                                                |
| 天涯歌女                 | 夜上海              | -   | -    |     | -   | |
| 天涯歌女                 | 特別快車            | -   | -    |     | -   | 與溫兆倫合唱 TVB電視劇《天涯歌女》插曲                                                                   |
| 1991年                   |                     |     |      |     |     | |
| 月兒彎彎照九州           | 月兒彎彎照九州 (粵) | 5   | 1    |     | /   | TVB電視劇《月兒彎彎照九州》插曲 OT：鄧白英 ~ 月兒彎彎照九州 (國)                                         |
| 仙侶奇緣／忠奸老實人     | 正義柔情永在        | -   | 14   |     | -   | 與溫兆倫合唱 TVB電視劇《蜀山奇俠之仙侶奇緣》主題曲                                                       |
| 仙侶奇緣／忠奸老實人     | 一顆真摯的心        | -   | -    |     | -   | TVB電視劇《忠奸老實人》主題曲                                                                            |
| 1992年                   |                     |     |      |     |     | |
| 夢境成真                 | 夢境成真            | -   | 8    |     | -   | TVB電視劇《92鍾無艷》主題曲                                                                              |
| 夢境成真                 | 迷惘的愛            | 24  | -    |     | -   | TVB電視劇《92鍾無艷》插曲                                                                                |
| 夢境成真                 | 流金歲月            | -   | -    |     | -   | |
| 1993年                   |                     |     |      |     |     | |
| 大時代                   | 留戀                | -   | -    |     | -   | 與鄭少秋合唱                                                                                             |
| 我愛上了英雄             | 我愛上了英雄        | 19  | 5    |     | -   | 電影《英雄地》主題曲                                                                                     |
| 1994年                   |                     |     |      |     |     | |
|                          | 戀愛追逐            | 26  | -    | -   | -   | TVB電視劇《婚姻物語》主題曲                                                                              |
| 松松 牽掛                | 牽掛                | 3   | 6    | -   | -   | |
| 松松 牽掛                | 溫馨不再 Sans Amour | 29  | -    | -   | /   | |
| 1995年                   |                     |     |      |     |     | |
| 愛到一千年               | 愛到一千年          | -   | -    | -   | -   | TVB電視劇《水餃皇后》主題曲                                                                              |
| 愛到一千年               | 憶往事              | -   | -    | -   | -   | TVB電視劇《水餃皇后》插曲                                                                                |
| 1996年                   |                     |     |      |     |     | |
|                          | 沒有你              | /   | /    | /   | -   | TVB電視劇《天地男兒》插曲                                                                                |
| 樂作劇2                  | 期許                | /   | /    | /   | -   | |
| 1998年                   |                     |     |      |     |     | |
| 同齡女子                 | 同齡女子            | -   | -    | -   | -   | |
| 同齡女子                 | 吵架                | -   | -    | -   | -   | |
| 同齡女子                 | 晴天                | -   | -    | -   | -   | TVB電視劇《大澳的天空》主題曲                                                                            |
| 1999年                   |                     |     |      |     |     | |
| 愛你不是渾閒事           | 天地男兒            | -   | -    | -   | -   | 與張智霖合唱                                                                                             |
| 愛你不是渾閒事           | 愛你不是渾閒事      | -   | -    | -   | -   | TVB電視劇《金玉滿堂》插曲                                                                                |
| 2001年                   |                     |     |      |     |     | |
| 生命因愛動聽電影原聲大碟 | 生命因愛動聽        | -   | -    | -   | -   | |
| 2003年                   |                     |     |      |     |     | |
| 松新開始                 | 生命天使            | -   | -    | -   | -   | |
| 2012年                   |                     |     |      |     |     | |
| 我和TA的成名曲           | 絕戀                | -   | -    | -   | -   | |

| 各台冠軍歌總數 | 各台冠軍歌總數 | 各台冠軍歌總數 | 各台冠軍歌總數 | 各台冠軍歌總數    |
| -------------- | -------------- | -------------- | -------------- | ----------------- |
| 903            | RTHK           | 997            | TVB            | 備註              |
| 0              | 1              | 1              | 0              | 四台冠軍歌總數: 0 |

## 外部連結
- 陳松伶官方網頁 （页面存档备份，存于）
- 陳松伶的新浪微博
- 陳松伶 - Adia Chan的Facebook專頁
- 陳松伶的小紅書帳戶 （页面存档备份，存于）
- 陳松伶在互联网电影资料库（IMDb）上的資料（英文）
- 陳松伶在香港影庫上的簡介
- 陳松伶在豆瓣上的资料（简体中文）
- 陳松伶在时光网上的簡介（简体中文）